# Вооружённые силы национального спасения — Армия народа
Вооружённые силы национального спасения — Армия народа (исп. Fuerzas Armadas de Salvación Nacional – Ejército del Pueblo), FASN—EP — никарагуанская подпольная организация, ведущая вооружённую борьбу против правительства СФНО. Стала известна в июле 2014 года после нападения на участников празднования 35-й годовщины Сандинистской революции. Причисляется к структурам Никарагуанской партизанской координации.

## Нападение
19 июля 2014 года в Никарагуа отмечалось 35 лет со дня победы Сандинистской революции. Правительство Даниэля Ортеги организовало торжественные мероприятия в разных районах страны. Празднования являлись важной политической акцией правящего СФНО.
Участники массовых мероприятий 19 июля доставлялись на автотранспорте. На следующий день был организован разъезд. 20 июля 2014 года два автобуса подверглись обстрелу из автоматического оружия — на 76 километре Панамериканского шоссе в муниципалитете Сьюдад-Дарио, близ селения Лас-Калабасас и близ города Сан-Рамон. Оба инцидента произошли в департаменте Матагальпа, где активно действует вооружённая оппозиция.
В результате комбинированной атаки погибли пять человек: 48-летняя Вильма Гомес, 28-летняя Эстер Гомес Баррера, 24-летний Герман Адриан Мартинес Мендес, 22-летний Ядер Франсиско Саенс Потой, 20-летний Ельцин Талавера. Первые четверо погибли в Лас Калабасасе, пятый — в Сан-Рамоне. 19 человек получили ранения.
Ответственность за двойное нападение в тот же день взяла на себя организация Вооружённые силы национального спасения — Армия народа (FASN—EP). Заявление от имени FASN—EP появилось в Фейсбуке:

Мы не должны бояться угнетателей. Мы рождены для свободы. В освободительной борьбе не бывает ошибок. Четверо сандинистов мертвы, более двадцати ранены. Свобода или смерть.

Лозунг Свобода или смерть! — Libertad o Muerte — обозначен на логотипе FASN—EP и является девизом организации.
Неточности в цифрах, допущенные в заявлении, объяснялись несвоевременным поступлением информации о жертвах. FASN-EP особо указали на скоординированность своего удара, нанесённого одновременно в двух населённых пунктах.
Страница в Фейсбуке была быстро заблокирована.

## Отклики
Президент Никарагуа Даниэль Ортега отдал распоряжение провести расследование и обезвредить нападавших в максимально сжатые сроки. Начальник полиции Никарагуа Аминта Гранера обязалась как «можно быстрее арестовать и предать суду виновных в этом убийстве». Вскоре появились сообщения об аресте четырёх подозреваемых. Однако впоследствии расследование очевидно застопорилось, официальной информации о его ходе не поступало.
Пресс-секретарь президента Росарио Мурильо, жена Даниэля Ортеги, выступила с заявлением, в котором назвала атаку «нападением на всю большую семью Никарагуа» и выразила уверенность в «победе любви».
Главная оппозиционная сила Никарагуа — Независимая либеральная партия Эдуардо Монтеалегре — осудила акт насилия, но констатировала, что

эти действия, о которых мы все сожалеем, являются следствием ускоренного сворачивания демократии, неоднократных нарушений конституционных законов, избирательных махинаций и подавления мирных протестов. Мы призываем Даниэля Ортегу отказаться от диктаторских амбиций и вернуть свою власть в русло законности и уважения к воле сограждан.

Партия никарагуанского сопротивления, объединяющая бывших контрас, предложила своё посредничество в диалоге сандинистского правительства с радикальной оппозицией.

## Структура
В первых сообщениях после атаки 20 июля 2014 FASN—EP характеризовались как «ранее неизвестная» организация. Однако упоминания о ней звучали уже в 2012 году, в видеоматериалах никарагуанской вооружённой оппозиции. FASN—EP входят в коалицию антиправительственных формирований Coordinadora Guerrillera Nicaraguense (CGN) — Никарагуанскую партизанскую координацию.